# Войціцька Вікторія Михайлівна
Вікто́рія Миха́йлівна Войці́цька (нар. 27 листопада 1974, Київ) — українська політична діячка. Народна депутатка України 8-го скликання. Членкиня парламентської фракції «Об'єднання „Самопоміч“», секретарка Комітету Верховної Ради України з питань паливно-енергетичного комплексу, ядерної політики та ядерної безпеки, а також Спеціальної контрольної комісії Верховної Ради України з питань приватизації. Входить до груп з міжпарламентських зв'язків з Королівством Норвегія, Королівством Таїланд, з Сполученим Королівством Великої Британії та Північної Ірландії, а також з Французькою Республікою. Депутатка партії «Голос», кандидатка по 155 одномандатному виборчому округу.

## Біографія
У 2002 році закінчила Київський національний торговельно-економічний університет з дипломом спеціаліста за спеціальністю «Банківська справа». У 2005 році закінчила Brandeis International Business School з дипломом Master of Business Administration за спеціальністю «Міжнародні фінанси».
- 1994–1997 — аудиторка PricewaterhouseCoopers;
- 1997–1999 — фінансова контролерка ING Barings Ukraine;
- 1999–2001 — фінансова контролерка Black Sea Trade and Development Bank (Салоніки, Греція),
- 2003–2005 — студентка за програмою Edmund S.Muskie Brandeis International Business School, США, MBA; Fund Raising Events Coordinator at Harvard University (координаторка Гарвардського університету з питань організації та проведення фандрейзингових заходів);
- 2005–2007 — директор, корпоративні фінанси Concorde Capital;
- 2007–2009 — директор, ринок капіталу Cushman & Wakefield Ukraine;
- 2009–2011 — директор з корпоративних фінансів ПрАТ «Адамант Інвестментс»;
- 2011 — квітень 2014 — фінансовий директор ПрАТ «ТИСАГаз», CUB Energy Inc., VP Finance.[1]

Незалежна спостерігачка під час позачергових виборів Президента України 2014 року від громадської мережі «ОПОРА». Авторка ряду розслідувань з запобігання погашення боргів приватних компаній за рахунок держбюджету.
Кандидатка у народні депутати від партії «Голос» на парламентських виборах 2019 року (виборчий округ № 155, Рівненська область).

## Особисте життя
Одружена, має доньку Вероніку та сина Давида.